# Kościół Matki Boskiej Częstochowskiej w Sejnach
Kościół Matki Boskiej Częstochowskiej w Sejnach – dawny kościół ewangelicki, obecnie filialny kościół rzymskokatolicki znajdujący się w Sejnach, przy ul. Wacława Zawadzkiego, do 1924 ul. Wigierskiej.

## Historia
Pozwolenie na wzniesienie kościoła ewangelickiego w Sejnach zostało wydane przez Aleksandrę Fiodorownę w 1843. Caryca przeznaczyła na ten cel dotację w wysokości 573 rubli, co stanowiło trzecią część kosztu jego budowy. W 1844 został tu założony zbór stanowiący filiał należący do Parafii Ewangelicko-Augsburskiej w Suwałkach i prowadzący nabożeństwa w domu parafialnym wzniesionym za środki przekazane przez carycę. Z funduszy tych powstały również dwa drewniane domy należące do wspólnoty oraz dokonano zakupu ziemi na ogród.
Data budowy kościoła ewangelickiego w Sejnach nie jest znana, szacowana jest na lata 50. lub 60. XIX wieku. Przy kościele nie powstała samodzielna parafia, lecz stanowił on w dalszym ciągu kościół filialny należący do parafii ewangelickiej w Suwałkach. Nabożeństwa były prowadzone przez księdza dojeżdżającego tu raz w tygodniu z Suwałk. Na miejscu powołano stanowisko kantora, które w latach 50. XIX wieku pełnił Frydrych Robbert, sprawujący jednocześnie stanowisko nauczyciela w miejscowej szkole.
W okresie międzywojennym nabożeństwa w sejneńskim kościele ewangelickim były prowadzone przez kapelana wojskowego Korpusu Ochrony Pogranicza, pełniącego obowiązki pastora filiału.
Po wybuchu II wojny światowej nabożeństwa w kościele nie odbywały się z powodu sprzeciwu miejscowych duchownych wobec nakazu prowadzenia ich w języku niemieckim.
Po 1945 kościół wraz z sąsiednimi nieruchomościami należącymi do miejscowego zboru został przejęty przez katolików. Kościół ewangelicki został przekształcony na rzymskokatolicki kościół garnizonowy i uzyskał wezwanie Matki Boskiej Częstochowskiej. Po likwidacji miejscowej bazy wojskowej został on przeznaczony na świątynię pomocniczą, w której odbywały się regularne msze. Po Soborze watykańskim II rozpoczęto tu prowadzenie mszy w języku polskim i litewskim, co trwało do czasu przeniesienia litewskojęzycznych liturgii do miejscowej bazyliki wiosną 1983. W 1973 dokonano modernizacji wnętrza oraz zewnętrznej fasady obiektu. Odnowione został tynki, oświetlenie oraz naprawiono dach i krzyż na wieży, pod którym zostały umieszczone dwie blaszane kule. Powstał wtedy także nowy ołtarz, w który wmurowane zostało tabernakulum oraz został wybudowany chodnik prowadzący do świątyni. W 1999 kościół został ponownie wyremontowany i od tego momentu użytkowany był jedynie sporadycznie jako dom pogrzebowy.